# Звуковой дизайн
Звуковой дизайн (саунд-дизайн) — это результат прогнозирования, управления или создания звуковых эффектов. Он используется в различных областях творческой и коммерческой деятельности человека, где важно слуховое иллюстративное либо целевое оформление аудио-визуального контента. Звуковое оформление чаще всего включает в себя манипуляции из ранее составленного или записанного аудио-материала, подобного музыке, отдельным звукам или их сочетаниям. Целью звукового дизайна является формирование определённого настроения при восприятии аудио-визуальной информации и управления им.

## Определение
В самом широком понимании звуковой дизайн' относится к созданию звукового оформления аудио-визуальных впечатлений. Он может выступать фоном событий, может выполнять и ведущую роль. Следует отличать звуковой дизайн от собственно дизайна звука (от англ. Sound Design — дизайн звука, саунд-дизайн)как вида творческой деятельности, объектом которой является моделирование воздействия звука на слух человека, его трансформации как с помощью электронных средств, так и посредством формирования внутренней акустики помещений. Сама формулировка «звуковой дизайн» указывает на совокупность акустических и электроакустических практик, относящихся к сфере синергетического взаимодействия источников звуков и акустических сред и ближе по смыслу к акустическому оформлению (Acoustical performance)аудиовизуальных продуктов. Звуковой дизайн подразумевает проектирование и разработку звукошумового сопровождения медийных продуктов и мероприятий, в первую очередь для коммерческого и массового использования. Иными словами, звуковой дизайн — вид творческой деятельности по моделированию звуковых пространств и их трансформации во времени.
Благодаря возможностям новейшей аппаратуры звукозапись и обработка звука перешли на новый уровень, при котором стало возможным не только точное звуковоспроизведение, но и высококачественное моделирование звука, создание необычных звуковых эффектов при помощи синтеза и обработки. В настоящее время существуют и постоянно дополняются библиотеки звуков, наборы и сочетания которых используются при создании аудио-визуального контента в кинопродукции, видеоиграх, анимации и программном сопровождении. Сама разработка звукового дизайна становится необходимым элементом медийного творчества. Звуковой дизайн успешно применяется и в различных видах коммерческой деятельности, выступая фоном в торговых помещениях. Доказана и роль звукового дизайна в биологических процессах, воздействии на все формы растительной и животной жизни. 
Дизайнер звука — это творческая профессия, которая подразумевает хорошее владение теорией и практикой в области акустики, звуковой техники и технологии, поэтому среди специалистов по звуковому дизайну можно встретить известных инженеров-акустиков и звукорежиссеров, а по дизайну звука много музыкантов и композиторов. Дизайнер звука должен объединять в себе как творческого, так и технического работника, должен разбираться в возможностях звукового воздействия на эмоциональное восприятие аудиовизуального продукта, в методах акустического и электроакустического управления таким восприятием и точно чувствовать взаимосвязь визуального образа и его звукового сопровождения. В компетенцию специалиста по звуковому дизайну также входят знание и глубокое понимание инженерных составляющих звукового дизайна, умение применять современные методы математического моделирования, разбираться в особенностях рынка звуковоспроизводящих устройств, психологии восприятия мультимедийной продукции.

## Представители профессии

### Образование в области звукового дизайна
В сфере российского образования первые эксперименты по введению преподавания предмета «Звуковой дизайн» в гуманитарных институтах проводились начиная с 2003 года. В Санкт-Петербургском Гуманитарном университете профсоюзов профессором Н. И. Дворко были организованы занятия по предмету «Звуковой дизайн мультимедиа-программ» в рамках вузовской специальности 050200, режиссура, специализация «Режиссура мультимедиа-программ». В этом же году Н. И. Дворко было выпущено несколько методических работ по преподаванию «Звукового дизайна».
В московских учебных заведениях преподавание предмета «Звуковой дизайн» становится регулярным с 2008—2009 гг. Так с 2009 года в Гуманитарном институте телевидения и радиовещания имени М. А. Литовчина предмет «Звуковой дизайн» изучается в рамках подготовки по специальности «Звукорежиссура аудиовизуальных искусств» и курируется канд. культурологии, доцентом А. А. Деникиным. Предмет «Звуковой дизайн» введен и во Всероссийском государственном университете кинематографии имени С. А. Герасимова (ВГИК). Осенью 2013 года состоялось открытие факультета «Звукового дизайна и звукорежиссуры» в Московской школе кино.
С 2015 года в Москве существует Институт звукового дизайна. Это образовательный проект Василия Филатова, специально созданный для подготовки профильных специалистов в области звука.